# Пансіон

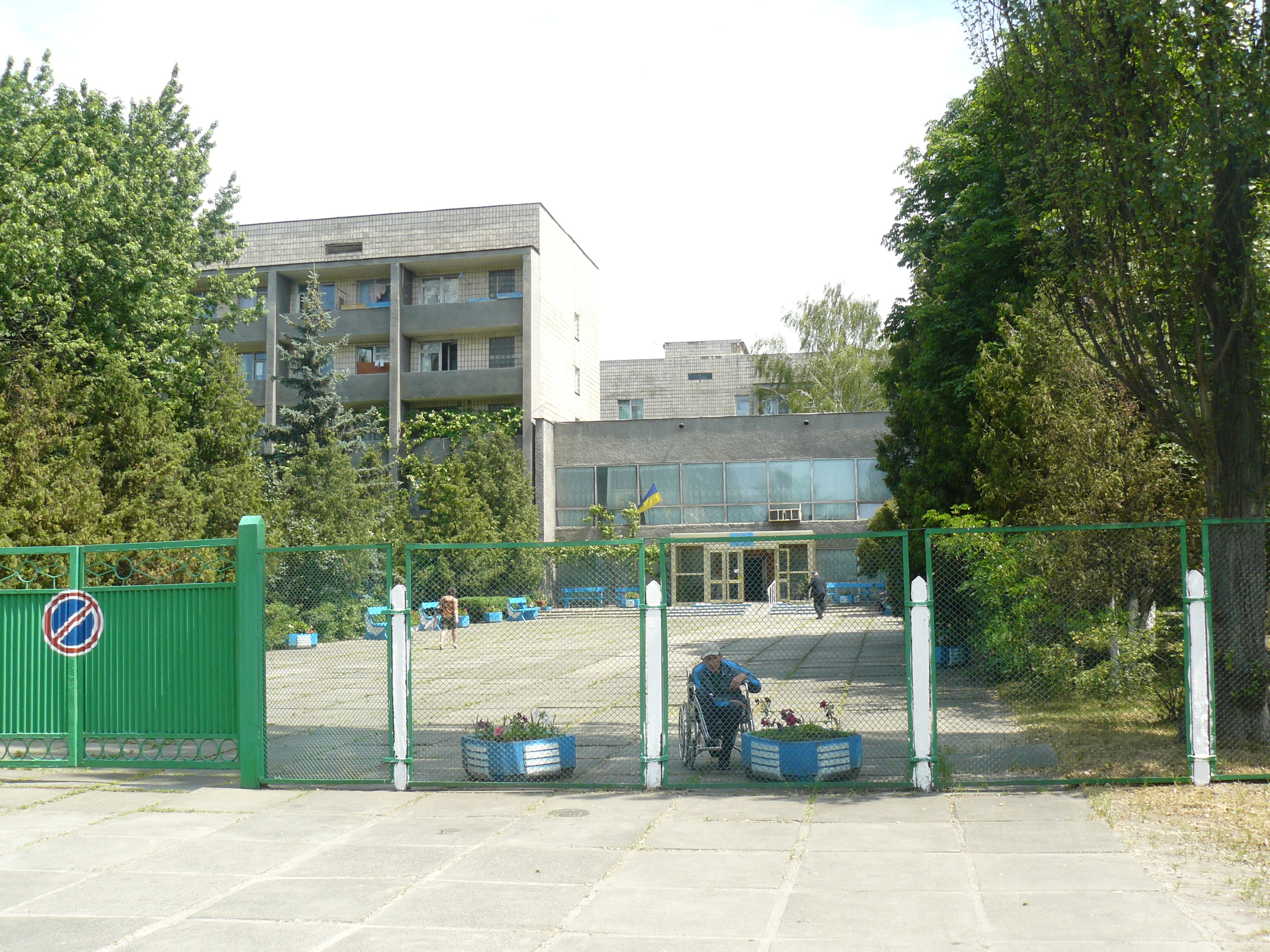
Київський пансіонат ветеранів праці

Пансіон — тип утримання особи в харчових та побутових параметрах в готельних чи відпочинкових установах різноманітного типу.

## Різновиди

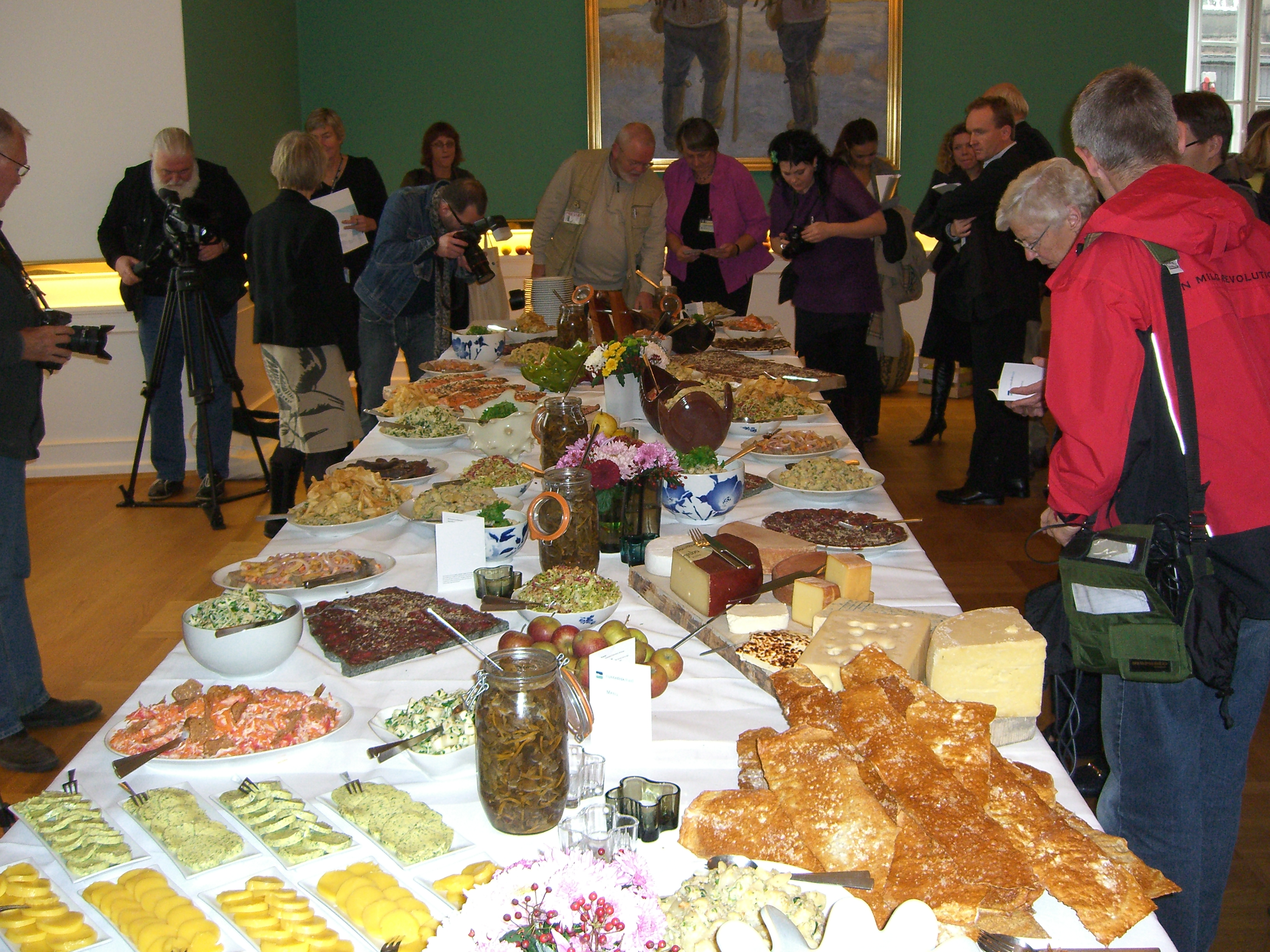
Варіант шведського столу-пансіону в пансіонаті літніх людей

Поділяється на:
- повний (англ. full board, FB) — триразове харчування (сніданок, обід і вечеря);
- неповний, напівпансіон (англ. half board, HB) — дворазове харчування (сніданок та обід або сніданок та вечеря)[1].

Крім того під пансіоном може розумітись тип розміщення, який, як і готель, може мати зіркову класифікацію. Пансіон 1 зірка — мінімум загальних зручностей, туалет — один на кілька кімнат, цілодобове опалення, одна ванна кімната на поверсі. Пансіон 2 зірки — цілодобове опалення, міжповерховий дротохід, передпокій, вестибюль, їдальня, одна ванна кімната на кожних 12 клієнтів. Пансіон розрахований на проживання невеликої кількості (10-20) осіб, може належати одній сім'ї, яка й обслуговує постояльців.
Також у деяких сучасних країнах пансіон — державний або приватний закритий навчальний заклад із гуртожитком. У дореволюційній Росії — платний гуртожиток із повним утриманням для учнів з інших місцевостей при деяких середніх навчальних закладах.